# Roumanie aux Jeux olympiques d'hiver de 2002
La Roumanie participe aux Jeux olympiques d'hiver de 2002 à Salt Lake City.

## Athlètes engagés
La délégation roumaine est composée de 21 athlètes dont onze hommes et dix femmes engagés dans huit sports. La porte-drapeau est la biathlète Eva Tofalvi.